# Copris punctipennis
Copris punctipennis är en skalbaggsart som beskrevs av Antoine Boucomont 1914. Copris punctipennis ingår i släktet Copris och familjen bladhorningar. Inga underarter finns listade i Catalogue of Life.